# Diário da República
Der Diário da República (DR) ist das offizielle Bekanntmachungsmedium und Gesetzblatt der Portugiesischen Republik. Der Diário da República erscheint seit 1976, nach dem Inkrafttreten der neuen Verfassung, unter dem aktuellen Namen, zuvor hieß das Medium Diário do Governo. Es wird von der Nationalen Druckerei, der Imprensa Nacional-Casa da Moeda, S. A. (INCM), gedruckt und gebunden, die auch für die Führung der Veröffentlichung im Internet durch den Diário da República Electrónico verantwortlich ist. Zu dessen Nutzung ist ein pdf-Reader nötig.
Im Diário da República werden, gemäß Artikel 119 der portugiesischen Verfassung, Portugal betreffende internationale Konventionen und deren Ratifizierungen, Gesetze und Gesetzesverordnungen, Verordnungen des Staatspräsidenten, die Beschlüsse der Assembleia da República sowie der Regionalversammlungen von Madeira und den Azoren und Entscheidungen des Verfassungsgerichts sowie der übrigen Gerichte publiziert. Gesetze und Ähnliches gelten erst nach Veröffentlichung im Diário da República. Der Diário da República besteht aus zwei, ehemals aus drei Serien. Gesetze, Gesetzesverordnungen und Gerichtsentscheidungen werden in der ersten Serie, andere Entscheidungen sowie öffentliche Wettbewerbsentscheidungen in der zweiten Serie publiziert.
Seit dem 1. Juli 2006 genügt zur rechtskräftigen Veröffentlichung eines Gesetzes die Bekanntmachung via Internet, die gedruckte Fassung wird nur noch für einige spezielle Abnehmer, wie z. B. das Nationalarchiv, aufgelegt.